# Bucculatrix capitialbella
Bucculatrix capitialbella är en fjärilsart som beskrevs av Victor Toucey Chambers 1873. Bucculatrix capitialbella ingår i släktet Bucculatrix och familjen kronmalar. Inga underarter finns listade i Catalogue of Life.